# Oral Fixation Volumes 1 & 2
Oral Fixation Volumes 1 & 2 je box set dvou alb kolumbijské zpěvačky Shakiry z roku 2006.
Box set byl vydán rok po jejím šestém a sedmém studiovém albu. Obsahuje obě tato alba z roku 2005, španělské album Fijación Oral vol. 1 a anglické album Oral Fixation Vol. 2, a navíc další DVD, na němž jsou hudební videa a živá vystoupení.